# 布城单轨
布城单轨是马来西亚布城的一个未完工的單軌鐵路系统。自2004年以来，该项目建设便一直停滞不前，但在2020年时马来西亚政府表示该系统将于2025年之前完成。

布城原计划建设轻轨系统，但在上述系统的隧道建设开始后，计划却遭到改变，最终改为建设单轨铁路。它由两条子线组成；12（7.5英里）长的1号线设有17个车站，6（3.7英里）长的2号线设有6个车站。2019年，政府提出可能于布城新建轻快铁系统，以恢复未完工的单轨铁路项目。单轨列车将包括未完工的单轨悬索桥和布特拉桥内的预设隧道。
单轨铁路线将与布城中央车站衔接，可转乘至连接吉隆坡和吉隆坡国际机场的吉隆坡机场支线（布城/赛城站），以及目前正在建设中的捷运布城线。 该项目最初预计耗资4亿令吉。

## 项目状态
施工因没有获得联邦政府拨款于2004年被搁置，但有可能在未来因城市人口增加而恢复。
2016年，马来西亚矿业公司 (MMC) 向国家经济理事会 (EC) 提交了一份提案，以恢复已停工的单轨铁路项目。 陆路公共交通委员会（SPAD）也曾为布城和赛城的单轨电车服务进行可行性研究。
2020年10月，政府宣布已开放征求计划书程序（RFP），以在三个月内完成该项目不过截至2022年，该征求计划书程序并未开放。
2022年4月18日，时任交通部长魏家祥在布城的首要领导基金会与前首相马哈迪·莫哈末会面，商谈被搁置的布城单轨列车、吊桥及隧道项目。魏家祥表示交通部目前正与联邦直辖区部着手处理此搁置项目，并且可能在与私人界的共同推动下，重启布城单轨。

## 布城电车提案
时任联邦直辖区部长东姑安南曾于2016年表示希望有轨电车的基础设施可于在三年内展开。而在国家经济理事会的管辖下，部长认为发展有轨电车系统可替代已停工的单轨项目，其成本也较低。
在获得国家经济理事会的批准后，陆路公共交通委员会曾希望在2018年为布城和万宜之间的电车系统进行招标。这一举措是陆路公共交通委员会在2017年公共交通年度审查期间所宣布的。选择有轨电车系统是因为与传统铁路系统相比，它的建设和运营价格相对便宜。电车系统预计将与布城和万宜之间现有和未来的铁路线相结合，还将覆盖赛城和加影之间的区域。 目前捷运加影线仅至加影，而兴建中的捷运布城线则将于2023年完工时直达布城中央车站。位于甘榜拿督阿布峇卡峇京达的未来高铁站点也将成为规划中的电车路线站点之一。布城和万宜之间的路段被选为第一期建设，因为两地之间拥有宽敞的道路，适合建设有轨电车系统以降低交通流量。